# 広井王子
広井 王子（ひろい おうじ、本名：廣井 照久〈ひろい てるひさ〉、1954年2月8日 - ）は、日本の漫画・アニメ・テレビゲームなどの原作を手掛けるマルチクリエイター、舞台演出家。レッド・エンタテインメント顧問、ゲオネットワークス顧問、金沢工業大学客員教授、情報経営イノベーション専門職大学情報経営イノベーション学部超客員教授。元アミューズ所属。
著名な作品は、『サクラ大戦シリーズ』・『天外魔境シリーズ』・『魔神英雄伝ワタルシリーズ』。

## 略歴
東京都出身、立教中学校、立教高等学校卒業、立教大学法学部3年次中退。
幼少期から学生時代
実家は自営業で、ある日に親は店を休みにして従業員の皆で旅行に出かけることにした。照久が学校をどうするのかと問うと、親は「学校がお前に飯を食わせているのか」と叱りつけ同行させた。ガキ大将の子分だった際、鉄くずを集めて換金して駄菓子を買ったがその取り分でもめた経験がある。高校時代は映画に夢中になり、映画監督を志したこともある。
付き人時代
自主制作映画の手伝いを始め、映画スタッフの紹介で森本レオの付き人を務めた。
マルチクリエーターへ
食玩・オマケ『ネクロスの要塞』の企画をきっかけに、『魔神英雄伝ワタル』でアニメのプロデュースを手がけ、業界でその名を知られるようになる。その後、同作のゲーム関連のスポンサーだったハドソンからのオファーを受け、北海道に遊びに行ったところ、突然ハドソン社内に軟禁状態にされ、集中的にゲームについて教え込まれ、そのまま『天外魔境』の制作の仕事になだれ込んだというエピソードがある。
PCエンジンで発売された『天外魔境 ZIRIA』および『天外魔境II 卍MARU』がヒットしたことで、それ以降ゲームの著名プロデューサーの一人となる。2000年代以降はゲーム開発者がメディアに登場することはそう珍しいことではないが、ゲームの制作者が積極的に顔出しをするようになった流れを作った一人である。
1996年～2008年にかけて「サクラ大戦シリーズ」において、原作・総合プロデューサーを務める。アニメ化なども多数存在するなど、広井にとって最大のヒット作となる。
2019年から、吉本興業のプロデュースする少女歌劇団ミモザーヌの総合演出を務める。
その他
『週刊ファミ通』にて『Agean（エイジアン）1927極東より』を連載。
2010年10月、AKB48・チームKキャプテンの秋元才加との“お泊りデート”を『週刊文春』に報じられ、秋元はキャプテンを引責辞任する騒動になった（のち復帰）。これについてはブログで「そんな関係じゃない。いくら何でも56歳のジジイとデートじゃ彼女がかわいそうだ」と否定している。「今をときめくAKB48のメンバーと仕事をしているという自覚が足りなかった」と謝罪している。
26歳下の歯科医師と2016年5月に結婚した。

## 人物
制作姿勢
クリエイターとしては「作っては壊す」ちゃぶ台返しを繰り返すタイプで、最初に固く決めた根幹を成す設定を平気で大幅に変更したときに、スタッフが泣いた。
親交
「桃太郎シリーズ」（『桃太郎伝説』・『桃太郎電鉄』など）のゲーム監督であるさくまあきらとは同じ大学であることから親交があり、さくまのブログなどでも度々取り上げられている。大学の同学年に当たるが、さくまは業界の先輩に当たることから、広井がさくまのことを先輩と呼んでいた。
声優との付き合い
数々の声優とパイプが太いことでも知られる。特に横山智佐とは関わった作品のほとんどでヒロインに起用しており、縁が深い。スタッフや出演者に対する厳しさは半端ではなく、挨拶しないスタッフを殴ったこともあったという。また、ラジオやコラムなどでは、辛口で舌鋒の鋭さで知られる。
サクラ大戦
叔母の水品美加が所属していた松竹歌劇団に着想を得て発案した。『サクラ大戦』シリーズのCDを発売しているavex modeがCCCD導入に踏み切ったことに対して、「ゲーム機で再生できないゲーム関連のCDを出すとは何事か」と批判し、CCCDを強要する事態になれば原盤権をエイベックスから引き上げる旨の発言まで行い、『サクラ大戦』のCDに関しては当初から特例でCCCD採用が見送られていた。
『サクラ大戦歌謡ショウ』では掃除人・広井、講談社『マガジンイーノ』に連載中の『サクラ大戦 漫画版第二部』では、歌劇団の掃除人兼華撃団の整備士役として出演している。また、『サクラ大戦歌謡ショウ』の舞台裏では石狩鍋などの鍋料理を作っており、花組カメラに時折その様子が映っている。

## 作品

### アニメ
| 作品名                                                 | 製作                           | 担当                       |
| ------------------------------------------------------ | ------------------------------ | -------------------------- |
| 魔神英雄伝ワタル（1988年 - 1989年）（デビュー作品）    | サンライズ                     | 原作                       |
| 真 魔神英雄伝ワタル（1989年）                          | サンライズ                     | 原作                       |
| 魔動王グランゾート（1989年 - 1990年）                  | サンライズ                     | 原作                       |
| 桃太郎伝説（1989年 - 1991年）                          | KNACK                          | コンセプトプランナー       |
| 魔神英雄伝ワタル2（1990年 - 1991年）                   | サンライズ                     | 原作                       |
| 魔動王グランゾート 最後のマジカル大戦（1990年）        | サンライズ                     | 原作                       |
| RPG伝説ヘポイ（1990年 - 1991年）                       | ぎゃろっぷ                     | 原作                       |
| ゲンジ通信あげだま（1991年 - 1992年）                  | ぎゃろっぷ                     | 設定                       |
| 魔動王グランゾート 冒険編（1992年）                    | サンライズ                     | 原作                       |
| 魔神英雄伝ワタル 終わりなき時の物語（1993年 - 1994年） | サンライズ                     | 原作                       |
| 空想科学世界ガリバーボーイ（1995年）                   | 東映アニメーション             | 原作                       |
| 超魔神英雄伝ワタル（1997年 - 1998年）                  | サンライズ                     | 原作                       |
| サクラ大戦 桜華絢爛（1997年 - 1998年）                 | RADIX                          | 原作                       |
| 聖少女艦隊バージンフリート（1998年）                   | AIC                            | 原作・総指揮               |
| サクラ大戦 轟華絢爛（1999年 - 2000年）                 | RADIX                          | 原作                       |
| サクラ大戦TV（2000年）                                 | MADHOUSE                       | 原作                       |
| サクラ大戦 活動写真（2001年）                          | Production I.G                 | 原作                       |
| サクラ大戦 神崎すみれ 引退記念 す・み・れ（2002年）    | RADIX                          | 原作・総監督               |
| サクラ大戦 エコール・ド・巴里（2003年）                | RADIX                          | 原作・総監督               |
| 機動新撰組 萌えよ剣 (OVA)（2003年 - 2004年）           | ピクチャーマジック             | 原作                       |
| 北へ。〜Diamond Dust Drops〜（2004年）                 | スタジオディーン               | 原作                       |
| サクラ大戦 ル・ヌーヴォー・巴里（2004年 - 2005年）     | RADIX                          | 原作                       |
| 機動新撰組 萌えよ剣 (TV)（2005年）                     | ピクチャーマジック             | 原作                       |
| サクラ大戦 ニューヨーク・紐育（2007年）                | AIC                            | 原作                       |
| スパイペンギン（2012年）                               | Next Media Animation Japan     | 総合プロデュース           |
| マッドボックスゾンビーズ（2013年）                     | Next Media Animation Japan     | エグゼクティブディレクター |
| ソラとウミのアイダ（2018年）                           | TMS/だぶるいーぐる             | 原作                       |
| 新サクラ大戦 the Animation（2020年）                   | サンジゲン                     | 原作                       |
| Takt op.Destiny（2021年）                              | MAPPA、マッドハウス            | 原作                       |
| 魔神創造伝ワタル（2025年）                             | バンダイナムコフィルムワークス | 原作協力                   |

### 特撮
| 作品名                                    | 製作                           | 担当 |
| ----------------------------------------- | ------------------------------ | ---- |
| 魔弾戦記リュウケンドー（2006年 - 2007年） | 松竹、we've                    | 原作 |
| コードネームミラージュ（2017年）          | 東北新社、オムニバス・ジャパン | 原作 |

### ゲーム
| 作品名                                         | 製作                                    | 担当                         |
| ---------------------------------------------- | --------------------------------------- | ---------------------------- |
| 天外魔境シリーズ（1989年 - 2006年）            | ハドソン                                | 企画・原案                   |
| 空想科学世界ガリバーボーイ（1995年 - 1996年）  | ハドソン / バンダイ                     | 原作                         |
| 銀河お嬢様伝説ユナ2 永遠のプリンセス（1995年） | ハドソン                                | 監修、神楽坂優一郎の声       |
| サクラ大戦シリーズ（1996年 - 2008年）          | セガ                                    | 原作・総合プロデューサー     |
| 超魔神英雄伝ワタル ANOTHER STEP（1998年）      | バンプレスト                            | 原作・監修                   |
| 火星物語（1998年）                             | アスキー                                | プロデューサー               |
| サウザンドアームズ（1998年）                   | アトラス                                | エグゼクティブプロデューサー |
| 火魅子伝 〜恋解〜（1999年）                    | 博報堂                                  | プロデューサー               |
| 北へ。（1999年 - 2004年）                      | ハドソン                                | 企画・原作・総合プロデュース |
| 機動新撰組 萌えよ剣（2002年）                  | エンターブレイン                        | 原作・総監督                 |
| 十三支演義 〜偃月三国伝〜（2012年）            | オトメイト / レッド・エンタテインメント | ストーリー原案               |
| ソラとウミのアイダ（2017年）                   | フォワードワークス                      | 原作・総監督                 |
| 新サクラ大戦（2019年）                         | セガゲームス                            | 原作                         |
| サクラ革命 ～華咲く乙女達～（2020年）          | セガ                                    | シリーズ原作                 |
| takt op. 運命は真紅き旋律の街を（2021年）      | DeNA / バンダイナムコアーツ             | 原作                         |
| サクライグノラムス（2023年）                   | FgG / マーベラス                        | 世界観設定・シナリオ協力     |

### 漫画
- 王立院雲丸の生涯（1991年 - 1992年）（作画：池上遼一、週刊少年サンデー連載〈1991年28号 - 1992年12号〉）
- 学園帝国 俺はジュウベイ!（1993年）（作画：中平正彦、週刊少年サンデー連載）
- サクラ大戦漫画版（2002年 - 2021年）（作画：政一九、月刊マガジンZ→マガジンイーノ→月刊少年マガジン+→単行本描き下ろし）
- 烏丸響子の事件簿（2003年 - 2012年）（作画：コザキユースケ、コミックバーズ連載）
- 蜃気楼帝国（2004年 - 2005年）（作画：杉浦た美・城としあき、コミックラッシュ連載）
- ダブルヒロイン（2010年 - 2012年）（作画：玉越博幸、月刊少年ライバル連載）
2011年には舞台化もされており、広井がプロデュースを担当している。
- 戦国ブラッド〜薔薇の契約〜（2011年 - 2013年）（作画：湖住ふじこ、ARIA連載）

### 著書
- 魔神英雄伝ワタル ANOTHER STEP（1989年 角川スニーカー文庫） ISBN 4-04-470304-3
- 魔動王グランゾート（1989年 - 1994年 角川スニーカー文庫）
- 東方見聞録 竜の伝説（1991年 新潮文庫ファンタジーノベル・文庫本） ISBN 4-10-121711-4
- 蜃気楼帝国（1991年 - 1993年）
- 空想科学世界ガリバーボーイ（1995年 ジャンプ ジェイ ブックス・単行本） ISBN 4-08-703033-4
- 広井王子 夢のつづき ベトナム、ニッポン。（1998年 ソフトバンククリエイティブ・単行本） ISBN 4-7973-0455-3
- フォレストクラウン 森の海賊（2009年 角川グループパブリッシング・文庫本） ISBN 978-4-04-631055-2

### テレビドラマ
- 運命の逆転（1992年、TBS） - 構成協力

### 映画
- PLAY! ～勝つとか負けるとかは、どーでもよくて～ (2024年)  - 企画・プロデュース

### ミュージカル
- AKB歌劇団「∞・Infinity」 - 企画・構成・演出（2009年10月30日 - 11月8日）
- ミュージカル「ミンキーモモ 鏡の国のプリンセス」 - 脚本・作詞（2010年4月29日 - 5月5日 池袋サンシャイン劇場）
- スーパーLIVEショー 「ダブルヒロイン」 - プロデュース（2011年9月22日 - 9月26日 品川プリンスホテル内ステラボール）

### ラジオ
- 広井王子のマルチ天国（1994年 - 2000年、文化放送）
- 広井王子のマルチ天丼（2000年 - 2003年、文化放送）
- 広井王子のマル天チャチャチャ!（2003年 - 2005年、文化放送）
- 広井王子のマル天ミックス!（2005年 - 2007年、文化放送）
- 今泉Pと王子的3分間（2021年 - 2024年、超!A&G+・YouTubeファンキルチャンネル） - 今泉Pと共演